# Städtisches Krankenhaus Heinsberg
Das Städtische Krankenhaus Heinsberg ist ein Krankenhaus in kommunaler Trägerschaft in Heinsberg im nordrhein-westfälischen Kreis Heinsberg. Das Krankenhaus ist seit April 2010 ein Akademisches Lehrkrankenhaus der Rheinisch-Westfälischen Technischen Hochschule Aachen.

## Geschichte
Am 21. November 1861 wurde das St. Josef-Stift als neues Armenhaus eröffnet. Der Name geht dabei zurück auf Hermann-Josef Weber, den Förderer und von 1857 bis 1866 amtierenden Bürgermeister von Heinsberg. Die Pflege und Betreuung übernahmen die Barmherzigen Schwestern vom hl. Karl Borromäus aus Trier. Das St. Josef-Stift wurde ab 1891 vornehmlich mit kranken Menschen belegt und die Pflege übernahm fortan die Genossenschaft der Töchter der christlichen Liebe vom Hl. Vinzenz von Paul.
1925 nahm ein erster Chirurg seine Arbeit in dem 50-Betten-Krankenhaus auf, und am 19. März 1929 wurde ein Neubau eröffnet. Bei einem alliierten Bombenangriff am 16. November 1944 während des Zweiten Weltkriegs wurde das Krankenhaus zum größten Teil zerstört. Ab 1945 wurde das Hauptgebäude auf seinen Grundmauern wieder aufgebaut. 1948 wurde eine Fachabteilung für Innere Medizin eingerichtet. 1953 erfolgte die Erweiterung des Krankenhauses mit einem Nordflügel und der Bau eines Wirtschaftsgebäudes. Drei Jahre später folgte die Erweiterung mit einem Westflügel. Von 1958 bis 1969 übernahmen die Schwestern von der Göttlichen Vorsehung aus Mainz die Pflege. 1974 erfolgt die Einrichtung einer Fachabteilung für Anästhesie. Unter dem Stadtdirektor Richard Nouvertné wurde am 1. Januar 1981 das Städtische Krankenhaus in eine GmbH überführt mit der Stadt Heinsberg als einziger Gesellschafterin. Der Bürgermeister der Stadt ist zugleich Vorsitzender des Verwaltungsrates. Das alte Stiftsgebäude wurde im Zuge der Stadtsanierung 1981 abgerissen. In den 1990er Jahren folgen weitere Erweiterungsbauten (Radiologie, Bettenhaus). 2003 folgte der Neubau eines Westflügels mit der Funktionsdiagnostik Innere Medizin, Physikalische Therapie, Intensivstation und Kreißsälen. 2005 verfügte das Krankenhaus über 215 Planbetten und rund 300 Mitarbeiter versorgten 7500 stationäre Patienten und 10.462 ambulante Patienten.
2010 waren über 350 Mitarbeiter beschäftigt, darunter 42,1 Vollzeitstellen Ärzte. Sie versorgten 8.663 Patienten stationär und 19.538 ambulant. 2010 wurde auf dem Klinikgelände ein Medizinisches Dienstleistungs Zentrum mit neun Fachpraxen eröffnet.

## Struktur
Das Krankenhaus verfügt über die Fachabteilungen Chirurgie (Schwerpunkte Unfallchirurgie, Visceralchirurgie und Gefäßchirurgie), Innere Medizin (Schwerpunkte Kardiologie, Pneumologie, Gastroenterologie und Diabetologie), Gynäkologie, Palliativmedizin, Hals-Nasen-Ohren-Heilkunde und Anästhesie sowie ein augenärztliches OP-Zentrum, ein Diabetes-Zentrum und das Brustzentrum Heinsberg.

## Krankenhauskapelle

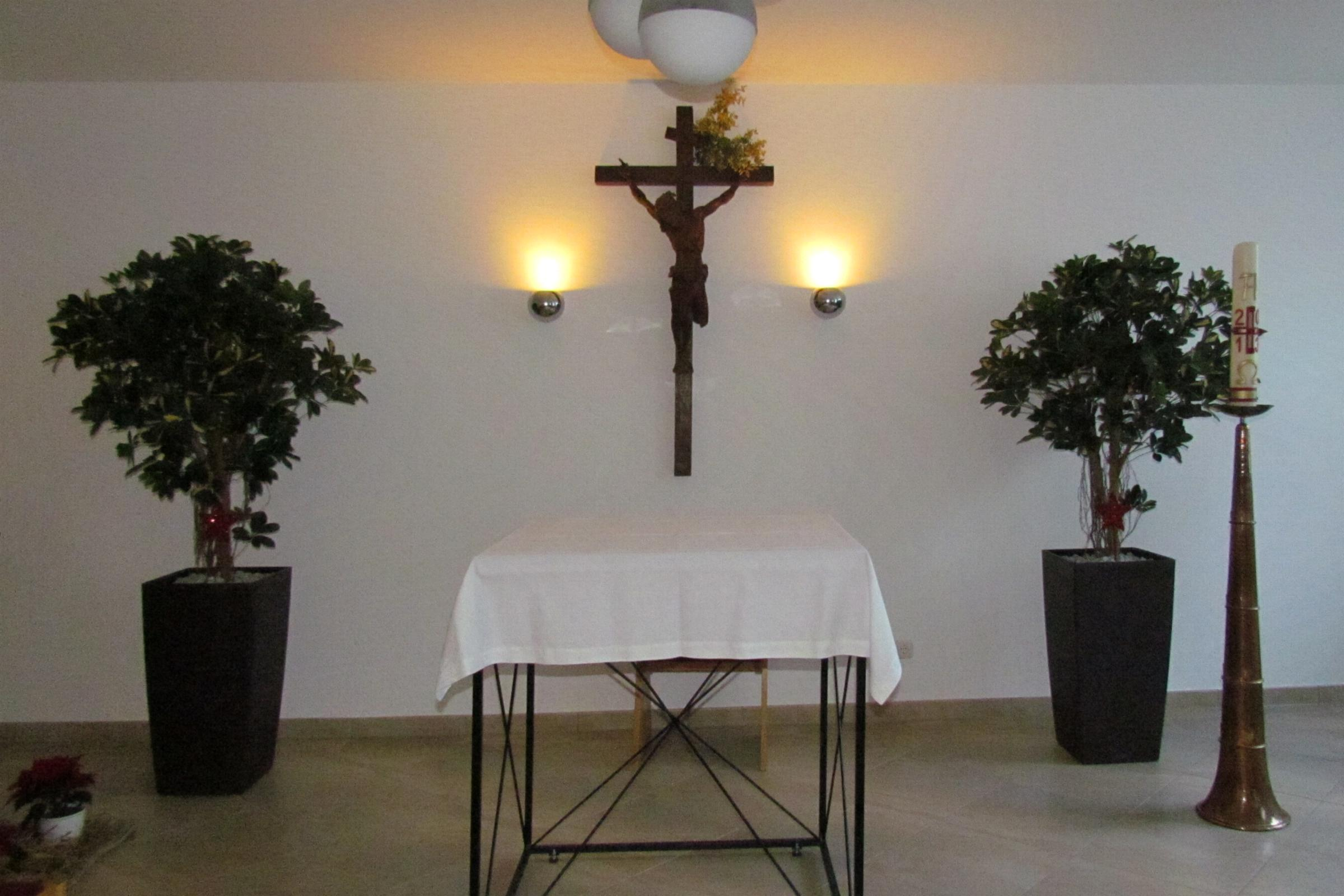
Altarraum der Kapelle

In der zweiten Etage des Krankenhauses befindet sich seit 2012 eine römisch-katholische Kapelle. Bereits im alten St. Josef-Stift gab es ab 1861 einen eigenen Raum für Gottesdienste, welcher bei der Umwandlung des Armenstiftes zum Krankenhaus 1929 zur Krankenhauskapelle wurde. Die seelsorgerische Betreuung und Pflege der Patienten übernahmen im Laufe der Zeit verschiedene Ordensgemeinschaften, ab 1969 die Priester Heinsberger Pfarreien. Im gleichen Jahr wurde im Krankenhaus ein neuer Raum als Kapelle hergerichtet. Dieser blieb bis zum Umbau der Klinik 2012 in Verwendung. Erweiterungen des Krankenhauses und die Einrichtung einer neuen Palliativstation machten dann einen Umzug notwendig.
Die neue Krankenhauskapelle ist ein rechteckiger Raum im zweiten Stock des Krankenhausgebäudes. Ausgestattet ist dieser mit Altar, Tabernakel, Vorlesepult und einem Kruzifix sowie einer elektronischen Orgel. Die Einrichtungsgegenstände stammen zum Teil noch aus der alten Kapelle, ebenso wie die aus dem früheren St. Josef-Stift stammende Glocke von 1863. Die drei Fenster zeigen als Darstellung der Dreifaltigkeit Gott in der Person des Vaters, des Sohnes und des Heiligen Geistes, das Türblatt einen Weinstock. Die Neugestaltung des Raumes übernahm der Künstler Sebastian Slabys aus Jülich-Barmen. Am 29. Oktober 2012 wurde die neue Kapelle geweiht.